# Pabellón de Australia en la Bienal de Venecia
El Pabellón de Australia en la Bienal de Venecia es un espacio artístico ubicado en la ciudad de Venecia con motivo de la Bienal de Venecia. El Pabellón australiano fue diseñado en 1987 por el Consejo de Artes y Diseño del Consejo Australiano y construido en el año 1988. El Pabellón tiene dos niveles de exposición y tiene una entrada cubierta acristalada construida entre árboles. Este diálogo entre espacios internos y espacios naturales y externos fue diseñado en relación con las temáticas y construcciones de Australia. La curvatura del Pabellón intenta evocar a una ola.
El Pabellón original australiano fue diseñado por Philip Cox para ser una estructura temporal de hierro y fibra de cemento, Fue abierto en 1988 en la parte oeste de Il Giardini.

## Expositores
- 1954 — Sidney Nolan, Russell Drysdale y William Dobell.
- 1956 — Albert Tucker.
- 1958 — Arthur Streeton y Arthur Boyd.
- 1978 — Ken Unsworth, John Davis y Robert Owen.
- 1980 — Mike Parr, Tony Coleing y Kevin Mortensen.
- 1982 — Peter Booth y Rosalie Gascoigne.
- 1984 — Sin participación.
- 1986 — Imants Tillers.
- 1988 — Arthur Boyd.
- 1990 — Trevor Nickolls y Rover Thomas.
- 1993 — Jenny Watson.
- 1995 — Bill Henson.
- 1997 — Judy Watson, Yvonne Koolmatrie y Emily Kngwarreye.
- 1999 — Howard Arkley.
- 2001 — Lyndal Jones. (Comisariado: John Barret-Lennard).
- 2003 — Patricia Piccinini.
- 2005 — Ricky Swallow (Comisariado: Charlotte Day.
- 2007 — Callum Morton, Susan Norrie y Daniel von Sturmer.
- 2009 — Shaun Gladwell, Vernon Ah Kee, Ken Yonetani, Claire Healy & Sean Cordeiro (Comisariado: Felicity Fenner).
- 2011 — Hany Armanious (Comisariado: Anne Ellegood).
- 2013 — Simryn Gill (Comisariado: Catherine de Zegher).
- 2015 — Fiona Margaret Hall (Comisariado: Linda Michael).
- 2017 — Tracey Moffatt (Comisariado: Natalie King).
- 2019 — Angelica Mesiti (Comisariado: Juliana Engberg).
- 2021 – Marco Fusinato (Comisariado: Alexie Glass-Kantor).